# Tumansky R-25
El motor turborreactor Tumansky R-25 es la modificación final del Tumansky R-11 que fue el primero en equipar al caza MiG-21. El R-25 equipa al MiG-21Bis y posteriormente al caza de la defensa antiaérea soviética (PVO) Sukhoi Su-15. Fue diseñado bajo la dirección de Sergei Alekseevich Gavrilov.

## Desarrollo y diseño
El Tumansky R-25 fue desarrollado como un reemplazo para el R-11 y R-13 que propulsaban a las variantes iniciales y de segundo lote de los cazas MiG-21. Es un turborreactor axial de doble eje que presenta un compresor de nuevo diseño que incrementa el volumen y la relación de compresión del flujo de aire. Se le incorporó un nuevo diseño al estabilizador de llamas de la cámara de postcombustión que más tarde sería empleado en los motores R-27, R-29 y R-35 en los cazas MiG-23 así como también dos etapas del régimen de postcombustión, conocidas como "primer sobremarcha" y "sobremarcha total" (del ruso: ФOPCAЖ). Aumentó también el empleo de titanio en las estructuras críticas del mismo.
Entre las variaciones introducidas está la adición de una bomba de combustible complementaria para el régimen de postcombustión. Así mismo le incorporado el régimen de "Forzado Extraordinario" (del ruso: ШЭP ФOP3AЖ), que hacía que el motor aumentara su empuje a unos 96,8 kN, siendo posible su uso en elevaciones en este régimen por debajo de los 4000 metros de altura. El límite de tiempo es de 1 minuto para prácticas de combate aéreo y unos 3 minutos para una emergencia bélica real. 
El empleo de esta marcha sobreforzada requiere que una vez la aeronave esté en el suelo, el motor sea chequeado minuciosamente y que cada minuto de su uso cuente a la vez como "una hora" de uso registrable en el formulario de empleo del motor. A pesar de que el empleo del régimen de Forzado Extraordinario limita mucho la vida útil del motor, el empuje obtenido posibilita al MiG-21 obtener una relación de empuje-peso mayor que 1:1 para el combate aéreo y superar el régimen de ascenso de otros cazas entre los que se incluye el F-16. Normalmente para los tiempos de paz este régimen se encuentra bloqueado en los países que hacen uso de cazas equipados con este motor.
El motor es el instalado en la variante MiG-21Bis, la última generación del caza y estuvo en el caza-interceptor de la PVO Su-15 Flagon. El motor fue construido bajo licencia por la empresa india HAL para su flota de MiG-21Bis, ahora MiG-21-93.

## Especificaciones (R-25-300)
- Tipo: turborreactor con postcombustión
- Largo: 4.615 mm
- Diámetro: 1.191 mm
- Peso: 1.212 kg
- Compresor: axial de doble eje
- Empuje:
  - 55 Kn en régimen máximo
  - 68,5 Kn en postcombustión
  - 96,8 Kn en régimen extraordinario
- Compresión: 9,5:1
- Temperatura en la turbina: 1.040 °C
- Consumo:
  - 93 kg/(h•kN) en mínimo gas
  - 98 kg/(h•kN) en régimen máximo
  - 229 kg/(h•kN) con postcombustión
- Relación empuje-peso: 
  - 56,5 N/kg (5,8:1) en régimen máximo
  - 79,9 N/kg (8,1:1) en régimen extraordinario